# Міжнародний стадіон (Йокогама)
Йокогамський міжнародний стадіон (яп. 横浜国際総合競技場) — стадіон у місті Йокогама, Японія. Також відомий як Ніссанівський стадіон (спонсорська угода з місцевим автовиробником «Nissan Motors»; закінчиться 28 лютого 2020 року). Стадіон відкритий 1998 року, має 72 327 сидячих місць. Домашня арена футбольного клубу «Йокогама Ф. Марінос», який виступає у Джей-лізі.
Був одним зі стадіонів фінальної частини Чемпіонату світу з футболу 2002 року, зокрема 30 червня 2002 року приймав фінальну гру турніру між збірними Бразилії та Німеччини.

## Міжнародні футбольні матчі

### Кубок Конфедерацій 2001 року
За рік до проведення Чемпіонату світу 2002 року деяким містам Японії та Південної Кореї, що мали приймати матчі його фінальної частини, було доручено проведення менш значимого турніру під егідою ФІФА — Кубку Конфедерацій 2001 року. На Міжнародному стадіоні Йокогами відбулися два матчі за участю збірної Японії.
| Етап, дата                   |        | Рахунок |           | Відвідуваність |
| Півфінал 7 червня 2001 17:00 | Японія | 1:0     | Австралія | 48 699         |
| Фінал 10 червня 2001 19:00   | Японія | 0:1     | Франція   | 65 533         |

### Чемпіонат світу 2002 року
Безпосередньо під час фінальної частини Чемпіонату світу 2002 року на Міжнародному стадіоні Йокогами відбулися три матчі групового етапу змагання, у тому числі одна гра за участю збірної Японії, а також матч-кульмінація чемпіонату — фінальний двобій між збірними Бразилії та Німеччини.
| Етап, дата                    |                   | Рахунок |           | Відвідуваність |
| Груповий 9 червня 2002 20:30  | Японія            | 1:0     | Росія     | 66 108         |
| Груповий 11 червня 2002 20:30 | Саудівська Аравія | 0:3     | Ірландія  | 65 320         |
| Груповий 13 червня 2002 20:30 | Еквадор           | 1:0     | Хорватія  | 65 862         |
| Фінал 30 червня 2002 20:00    | Бразилія          | 2:0     | Німеччина | 69 029         |

### Міжконтинентальний Кубок
Протягом 2002—2004 років Міжнародний стадіон Йокогами приймав матчі за Міжконтинентальний кубок, у яких на той час визначався найсильніший футбольний клуб світу.
| Рік, дата проведення      |                 | Рахунок                  |                       | Відвідуваність |
| 2002 3 грудня 2002 19:20  | «Реал» (Мадрид) | 2:0                      | «Олімпія» (Асунсьйон) | 66 070         |
| 2003 14 грудня 2003 19:20 | «Бока Хуніорс»  | 1:1 (д.ч.) Пенальті: 3:1 | «Мілан»               | 66 757         |
| 2004 12 грудня 2004 19:20 | «Порто»         | 0:0 (д.ч.) Пенальті: 8:7 | «Онсе Кальдас»        | 45 748         |

## Клубні чемпіонати світу
2005 року Міжконтинентальний кубок було скасовано, а його місце головного міжнародного клубного турніру зайняв Клубний чемпіонат світу, участь у якому беруть найсильніші футбольні клуби усіх континентів. Протягом 2005—2008 років щорічні розіграші Клубного чемпіонату світу відбувалися у Японії й частину матчів, включаючи фінальну гру, традиційно приймав Міжнародний стадіон Йокогами. 2009 року чемпіонат проходив вже на стадіонах Об'єднаних Арабських Еміратів.